# Hydrelia mionoseista
Hydrelia mionoseista är en fjärilsart som beskrevs av Louis Beethoven Prout 1921. Hydrelia mionoseista ingår i släktet Hydrelia och familjen mätare. Inga underarter finns listade i Catalogue of Life.